# High 5 – Auf Siegestour
High 5 – Auf Siegestour (Originaltitel: Baskup – Tony Parker) ist eine französische CGI-Animationsserie, die von 2011 bis 2014 produziert wurde.

## Handlung
Rudy, Mike, Mia und die Geschwister Stella und Leo lieben es, Basketball zu spielen und bilden gemeinsam High 5. Sie wollen an einem großen Streetball-Turnier teilnehmen, das sie quer durch die Vereinigten Staaten führen soll. Dabei unterstützt sie ihr Coach Tony Parker, ein ehemaliger NBA-Spieler und Basketballeuropameister.

## Produktion und Ausstrahlung
Die Serie wurde ab 2011 in Frankreich produziert. Regie führen Bruno Bligoux und Sylvain Dos Santos. Das Drehbuch stammt von Sylvain Dos Santos und Cyril Tysz. Die Musik ist von DJ Cut Killer und Hervé Rakotofiringa.
Erstmals wurde die Serie am 21. September 2011 auf dem französischen Fernsehsender M6 ausgestrahlt. Die deutsche Erstausstrahlung erfolgte am 16. November 2012 auf KiKA, weitere Ausstrahlungen gab es auf TV5 Monde. In Frankreich wurde die zweite Staffel 2014 ausgestrahlt.

## Episodenliste

### Staffel 1
| Folgen-Nr. | Staffel-Nr. | deutscher Titel                | französischer Titel            | deutsche Erstausstrahlung | Originalausstrahlung |
| 1          | 01          | Das Abenteuer beginnt          | Départ pour la grande aventure | 16. November 2012         | 21. September 2011   |
| 2          | 02          | Die Falle von Venice Beach     | Le piège de Venice             | 19. November 2012         | 28. September 2011   |
| 3          | 03          | Das Spiel im Voodoo-Haus       | Les Jumeaux Samedi             | 20. November 2012         | 5. Oktober 2011      |
| 4          | 04          | Die Schachspieler              | Les baskets de Darwin          | 21. November 2012         | 12. Oktober 2011     |
| 5          | 05          | Zauberei auf dem Spielfeld     | La surprise d’Orlando          | 22. November 2012         |                      |
| 6          | 06          | Die Vampire von Hollywood      | Graines de championne          | 23. November 2012         |                      |
| 7          | 07          | Die Tricks der alten Mayas     | Pok Ta Pok                     | 26. November 2012         |                      |
| 8          | 08          | Ein Abstecher aufs Land        | Si tu le construis             | 27. November 2012         |                      |
| 9          | 09          | Selina durchbricht die Mauer   | Vampires de Sunset             | 28. November 2012         |                      |
| 10         | 10          | Entführung in der Wüste        | Basket à Ok Corral             | 29. November 2012         |                      |
| 11         | 11          | Kälteschock in Texas           | Coup de froid au Texas         | 30. November 2012         |                      |
| 12         | 12          | Rolli-Jay                      | Le rêve de Jay                 | 3. Dezember 2012          |                      |
| 13         | 13          | Das Spiel um den Van           | Le van a disparu               | 4. Dezember 2012          |                      |
| 14         | 14          | Unsauberes Spiel               | Les incorruptibles             | 5. Dezember 2012          | 7. Dezember 2011     |
| 15         | 15          | Nur nicht die Nerven verlieren | Bad Panda                      | 6. Dezember 2012          |                      |
| 16         | 16          | Panne im heiligen Wald         | La forêt sacrée                | 7. Dezember 2012          |                      |
| 17         | 17          | Verflucht auf Hawaii           | Léo le maudit                  | 10. Dezember 2012         |                      |
| 18         | 18          | Die Geheimwaffe der Geeks      | L’arme secrète des geeks       | 11. Dezember 2012         |                      |
| 19         | 19          | Die Cheerleader                | Capitaine Stella               | 12. Dezember 2012         | 7. Januar 2012       |
| 20         | 20          | Der Talentscout                | Le retour des cowboyz          | 13. Dezember 2012         | 7. Januar 2012       |
| 21         | 21          | Eine Frage des Gewissens       | Cas de conscience              | 14. Dezember 2012         |                      |
| 22         | 22          | Der verhexte Ball              | Maudit ballon                  | 17. Dezember 2012         | 18. Januar 2012      |
| 23         | 23          | Angriff des Megadroiden        | Stars locales                  | 18. Dezember 2012         |                      |
| 24         | 24          | Rudy übernimmt das Ruder       | OK coach                       | 19. Dezember 2012         |                      |
| 25         | 25          | Immer schön locker bleiben     | Toujours au top 1re partie     | 20. Dezember 2012         | 28. Januar 2012      |
| 26         | 26          | Das Finale                     | Toujours au top 2e partie      | 21. Dezember 2012         | 1. Februar 2012      |

### Staffel 2
| Folgen-Nr. | Staffel-Nr. | französischer Titel            |
| 27         | 01          | –Cinq pandas à New-York        |
| 28         | 02          | –Basket en orbite              |
| 29         | 03          | –Coup de tonnerre a Bollywood  |
| 30         | 04          | –Moteur action                 |
| 31         | 05          | –Le masque a disparu           |
| 32         | 06          | –La remplaçante                |
| 33         | 07          | –Le secret de la pyramide      |
| 34         | 08          | –Girl power                    |
| 35         | 09          | –Kung Fu Basket                |
| 36         | 10          | –Avis de tempête               |
| 37         | 11          | –Pas de cadeau pour les High 5 |
| 38         | 12          | –Amis ou ennemis               |
| 39         | 13          | –La momie                      |
| 40         | 14          | –Retour des Kosmos             |
| 41         | 15          | –Le match des stars            |
| 42         | 16          | – Bêtes de scène               |
| 43         | 17          | – Tony démissionne             |
| 44         | 18          | – Charité bien ordonnée        |
| 45         | 19          | – Présumé coupable             |
| 46         | 20          | – Qui est qui ?                |
| 47         | 21          | – La prophétie                 |
| 48         | 22          | – Les naufragés                |
| 49         | 23          | – Les mirages de Dubaï         |
| 50         | 24          | – Big Mo                       |
| 51         | 25          | – Trou de mémoire 1re partie   |
| 52         | 26          | – Trou de mémoire 2e partie    |